# Телешівка (Бєлгородська область)
Телешівка (рос. Телешовка) — село у Губкінському районі Бєлгородської області Російської федерації. Входить до складу Скороднянської територіальної адміністрації.
Населення становить 225 осіб. Входить до складу муніципального утворення Губкінський міський округ, Скороднянська територіальна адміністрація.

## Історія
Населений пункт розташований у східній частині української суцільної етнічної території — Східній Слобідщині.
Згідно із законом від 20 грудня 2004 року № 159 від у 2004—2007 роках органом місцевого самоврядування було Скороднянське сільське поселення.

## Населення
| 2002 | 2010 | 2011 | 2013 | 2015 | 2016 |
| ---- | ---- | ---- | ---- | ---- | ---- |
| 237  | ↗243 | ↘226 | ↗237 | ↘229 | ↘225 |